# Sergio Sánchez Hernández
Sergio Sánchez Hernández (16 de mayo de 1968) es un deportista español que compitió en atletismo adaptado. Ganó tres medallas en los Juegos Paralímpicos de Verano en los años 1992 y 1996.

## Palmarés internacional
| Juegos Paralímpicos | Juegos Paralímpicos      | Juegos Paralímpicos | Juegos Paralímpicos |
| Año                 | Lugar                    | Medalla             | Prueba              |
| ------------------- | ------------------------ | ------------------- | ------------------- |
| 1992                | Barcelona (España)       | Medalla de oro      | 4 × 400 m B1-B3     |
| 1996                | Atlanta (Estados Unidos) | Medalla de oro      | 4 × 400 m T10-12    |
| 1996                | Atlanta (Estados Unidos) | Medalla de plata    | 400 m T11           |